# Rupert Hine
Rupert Hine (Wimbledon, 21 settembre 1947 – 4 giugno 2020) è stato un cantante, musicista e produttore discografico britannico.

## Biografia
Dal 1970 incise dischi come solista; in seguito fece parte della band Quantum Jump.
Come produttore discografico lavorò alla realizzazione di album per artisti del calibro di Saga, Howard Jones, Tina Turner, Rush, The Fixx, Bob Geldof, Thompson Twins, Stevie Nicks, Chris de Burgh, Suzanne Vega.
Hine è morto nel giugno 2020, vittima di complicazioni da Covid-19.

## Discografia

### Album in studio
- 1971 - Pick Up a Bone (Purple/Capitol/Line/Repertoire)
- 1973 - Unfinished Picture (Purple)
- 1981 - Immunity (A&M)
- 1982 - Waving Not Drowning (A&M)
- 1983 - The Wildest Wish to Fly (Resurgent)
- 1994 - The Deep End

come Thinkman
- 1986 - The Formula
- 1998 - Life Is a Full-Time Occupation
- 1990 - Hard Hat Zone

Con i Quantum Jump
- 1975 - Quantum Jump
- 1977 - Barracuda

### Colonne sonore
- 1985 - Better Off Dead

### Raccolte
- 2015 - Unshy on the Skyline - The Best of Rupert Hine

con i Quantum Jump
- 1979 - Mixing